# Конвенція 1832 року
Конвенція 1832 року була першим політичним зібранням колоністів в Мексиканському Техасі. Делегати домагалися реформ від уряду Мексики і сподівалися придушити поширену думку про те, що поселенці в Техасі бажають відокремитися від Мексики. Конвенція стала першим у цілій серії невдалих спроб політичних переговорів, які в кінцевому результаті привели до техаської революції.
Згідно з Конституцією Мексики 1824 року, Техасу було відмовлено в незалежній державності і він увійшов до складу нового штату Коауїла-і-Техас. Після підозр, що уряд США спробує захопити Техас силою, в 1830 році президент Мексики Анастасіо Бустаманте прийняв закон від 6 квітня 1830 , який обмежив імміграцію і вимагав підвищення митних зборів. Напруженість виникла в червні 1832 року, коли жителі Техасу систематично виганяли всі Мексиканські війська з східного Техасу.
Відсутність військового нагляду підштовхнув колоністів до підвищення політичної активності. 1 жовтня 1832, 55 політичних делегатів зустрілися в Сан-Феліпе-де-Остін для подання петиції за зміни в керівництві Техасу. Помітно ухилялися від участі жителі Сан-Антоніо-де-Бексар, де жило багато місцевих мексиканських поселенців (Tejanos). Делегати обрали Стівена Ф. Остіна, вельми шанованого підприємця, головою Конвенції.
Делегати ухвалили ряд резолюцій, що вимагали, серед всього іншого, скасування обмежень імміграції, три роки звільнення від митних зборів, дозвіл на формування збройних військ і незалежної державності. Вони також проголосували за надання собі право скликати майбутні конвенціі. Перш ніж петиції могли бути доставлені в Мехіко, політичний начальник Техасу, Рамон Мускіс, постановив, що Конвенція є незаконною та скасував резолюції. Як компроміс, аюнтамьенто (міська рада) Сан-Антоніо-де-Бексар розробила нову петицію з аналогічними формулюваннями до резолюцій Конвенції і представила її через належну правову процедуру. Мускіс направив новий документ до Мексиканського Конгресу.

## Передумови
У 1821 році декілька колишніх іспанських колоній у Новому Світі, вибороли свою незалежність і об'єдналися, щоб створити нову країну, Мексику. Конституція 1824 року проголошувала Мексику федеративною республікою, що складалася зі штатів. Малонаселені колишні іспанські провінції були позбавлені незалежної державності, а замість цього зливалися з сусідніми районами. Колишній іспанський Техас, який був східним кордоном з США, об'єднувався з Коауїла , щоб сформувати нову державу Коауїла-і-Техас. для надання допомоги в управлінні великою територією, держава була розділена на кілька відділень; весь Техас був включений в Департаменті Бексар. З утворенням нового державного уряду, Техаський провінційний урядовий комітет був змушений розпуститися, і столиця була перенесена з Сан-Антоніо-де-Бексар у Сальтільо. багато Теханців—місцевих мексиканських громадян, які жили в Техасі—не бажали відмовлятися від самоврядування.
Збанкрутілий федеральний уряд був не в змозі забезпечити великої військової допомоги поселенцям в Техасі, які стикалися з частими набігами місцевих племен. В надії, що приплив поселенців міг контролювати набіги, в 1824 році уряд наказав підприємцям селити сім'ї з США і Європи в Техасі. , З тим як число американців, що живуть в штаті Техас збільшувалося, Мексиканська влада стала побоюватися, що США, можливо, захоче анексувати області, можливо силою. 6 квітня, 1830 року, мексиканський уряд прийняв ряд законів , що обмежують імміграцію з США в Техас. Закони також скасовували всі незаповнені контракти підприємців і вимагали застосування митних зборів.

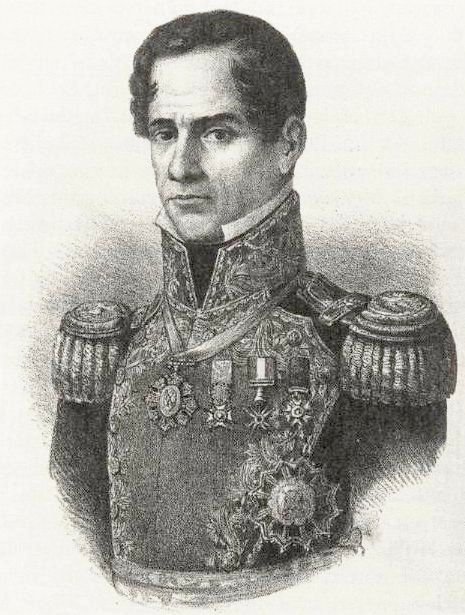
Повстання генерала Антоніо Лопеса де Санта-Анна проти мексиканського уряду послужило техасцям виправданням власного повстання.

Нові закони розлютили як теханців так і нещодавніх іммігрантів (техасців). Стівен Ф. Остін, шанований підприємець, який привіз першу групу американських поселенців в Техас, попередив Президента Мексики Анастасіо Бустаманте , що закони, здавалося, призначені для знищення колоній. Два делегати від Техасу в Законодавчих Зборах, обидва Теханці, були настільки злагодженими у їх протистоянні, що один з них був виключений із законодавчого органу. Остін був обраний, щоб зайняти його місце, і в грудні 1830 року він поїхав у Сальтільо.
Виконання законів привело до сильної напруженості в Техасі. До великого незадоволення колоністів, новий військовий пост був створений в Анауаке , щоб почати збір митних зборів. Командир посту, полковник Хуан Девіс Бредберн, часто конфліктував з місцевими жителями за його суворе тлумачення мексиканського законодавства. У червні 1832, колоністи озброїлися і рушили на Анауак. В результаті цих порушень в Анауаці, Бредберн був змушений піти у відставку.
Невелике повстання техасців збіглося з повстанням на чолі з генералом Антоніо Лопесом де Санта-Анна проти централістського уряду Бустаманте. Хаос в Мексиці та успіх техасців надихнув інших техаських поселенців взяти в руки зброю проти гарнізонів по всій східній частині Техасу. Протягом декількох тижнів поселенці вигнали всіх мексиканських солдатів з східного Техасу. Вільні від військового нагляду, поселенці почали нарощувати свою політичну активність.

## Зустріч
Окрилені успіхом, техасці організувавли політичну Конвенцію, щоб переконати мексиканську владу послабити L830. 22 серпня, міська рада Сан-Феліпе-де-Остін (столиця колонії Остін) закликала кожний округ обрати п'ять делегатів. Хоча Остін спробував відрадити підбурювачів, вибори були проведені до його повернення з Сальтільйо. Шістнадцять громад обрали делегатів. Два муніципалітети з найбільшим населення теханців, Сан-Антоніо-де-Бексар і Вікторія, відмовилися від участі. Більшість обраних делегатів були відомі як відносно врівноважені. Багато відомих агітаторів, таких як Джеймс Боуї і Вільям Б. Тревіс, були переможені. Tejanos не мають великого присутності на з'їзді, багато в чому через бойкот з боку Béxar і Вікторія муніципалітетів. Організатори Конвенції запросили кількох відомих теханців з цих міст, але всі відмовилися.

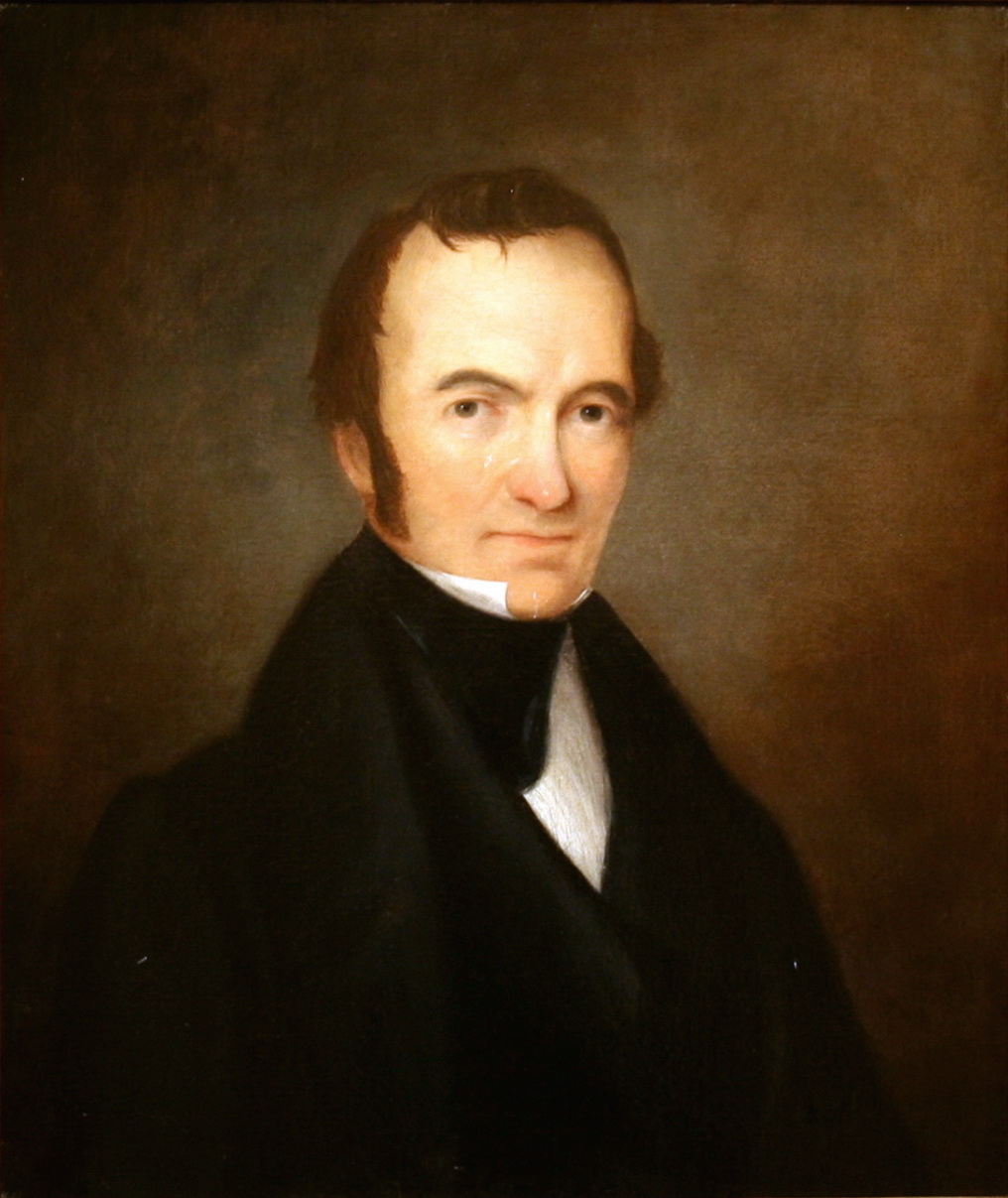
Стівен Ф. Остін був обраний президентом Конвенції.

1 жовтня 1832, 55 делегатів зустрілися в Сан-Феліпе-де-Остін; відвідуваність зменшилася через погану обізнаність про проведення. Збір вперше включав громадян з усіх колоній для обговорення спільних цілей.
Конвенція була скликана Джоном Остіном, одним з алькальдів Сан-Феліпе-де-Остін. У своєму виступі Джон Остін виклав чотири основні пункти, які потребували уваги Конвенції: "пересмикування" зроблені "ворогами Техасу", що поселенці бажали незалежності від Мексики, оскарження обмежень на імміграцію із США, метод, надання землі для жителів у деяких районах провінції, і зниження тарифів на багато імпортних товарів. Першим на порядку денному було обрання посадових осіб. Стівен Ф. Остін і Вільям Х. Уортон, відомий шибайголова, були призначені керівниками Конвенції; Остін виграв, 31-15. Френк В. Джонсон, який очолював збройний опір у Анауаке, був обраний секретарем. У своїй промові, Остін похвалив делегатів за надання своїх конституційних прав на звернення до уряду.
Протягом наступних шести днів, делегати ухвалили ряд резолюцій, що вимагали змін в управлінні Техасу. Історик Юджин Кемпбелл Баркер припускає, що обговорення, швидше за все, не уклали так швидко, якщо тільки делегати не виконали значну підготовку перед зустріччю". Кілька резолюцій були розроблені, щоб стимулювати місцеву економіку. Делегати просили, що митні збори було відкладено до 1835 року і що громадяни отримали спосіб позбутися від корумпованих митників. Резолюції, пропонували, щоб право власності на земельну ділянку видавалися більш швидко і, що державні землі будуть продані, щоб зібрати гроші для двомовних шкіл. Делегати від Накогдочес попросили, щоб уряд зайняв більш тверду позицію в запобіганні посяганням нових поселенців на землі, які раніше були обіцяні місцевим племенам. Після пояснення, що законослухняні потенційні громадяни були виключені з Техасу, в той час як ганебні поселенці продовжували мігрувати незаконно, делегати попросили скасувати заборону на імміграцію з США. Крім того, вони просили дозволу підняти війська, нібито для захисту від мародерства племен. Найбільш суперечливою була резолюція про незалежність Техасу, окремо від Коауїла. Запит про відокремлення був доданий шляхом голосування 36-12. Дія включала виправдання того факту, що Коауїла і Техас були дуже несхожі по клімату і економіці, і зазначала, що обмежене представництво Техасу в Законодавчих Зборах ускладнювало прийняття законів що особливо відповідали потребам громадян. Делегати наполягали на тому, що створення незалежної держави-не привід для відділення від Мексики.
Після затвердження списку резолюцій, делегати створили ЦК з семи членів для скликання майбутніх зустрічей. Центральний Комітет би базувався в Сан-Феліпе "з метою поширення інформації про події, що мають важливе значення для інтересів народу". Крім того, в кожному муніципалітеті було запропоновано створити комітет співпраці та безпеки. Підкомітети тримали би тісні контакти з центральним комітетом, тому що "Єдиної нашої сили і ресурсів більш ніж достатньо для нашої оборони за будь-яких можливих подій. Роз'єднані, ми можемо стати легкою здобиччю, навіть для купки боягузливих загарбників".
Конференція завершила свою роботу 6 жовтня одноголосно обравши Уортона доставити рішення у Законодавчі Збори штату у Сальтільо і Мексиканського Конгресу в Мехіко. Перед тим, як група розійшлася, прибув Рафаель Манчола, алькальда (мер) Голіаду. Він був єдиним делегатом від Голіаду і єдиним Техано , що з'явився на з'їзді. Манчола зголосився супроводжувати Уортона за свій рахунок—він і інші делегати думали, що експедиція досягне більшого успіху, якщо техано був також залучений. Кілька днів потому, Остін писав, що "у нас був з'їзд всього Техасу, місцеві мексиканці та іноземні поселенці—всі єдині, як один".

## Результати
Після Конвенції, велика частина хвилювання в Техасі вщухла. Остін вважав, що заспокоїв громадськість, просто даючи їм можливість висловлювати свої скарги. До того, у списку проблем могли бути представлені до державних і федеральними урядів, Рамон Мускіс, політичний керівник, або голова Департаменту Бексар, постановив, що Конвенція є незаконною. Така активність була традиційно заборонена в Техасі. Закон постановив, що громадяни  протестувати до їх місцевого айюнтамьенто (аналог міської ради), який передасть їх проблеми до політичного начальника. Політичний керівник може передати стурбованість державі або федеральному уряду. Через те, що колоністи не стежили за цим процесом, Мускіс скасував їх резолюції. У міській раді в Сан-Феліпе, Накогдочес, Гонсалес і Ліберті упівсили вибачилися за свою участь, і місія Уортона була скасована.
Відсутністьпредставництва техано і відмова мешканців Сан-Антоніо-де-Бексар від участі сприяло думці, що тільки новоприбулі в Техас були незадоволені. Остін погодився зустрітися з політичними лідерами в Сан-Антоніо-де-Бексар, щоб переконати їх підтримати резолюції. Ці лідери техано, у тому числі Еразмо Сегін, багато в чому погодилися з результатом Конвенції, але проти методів, з допомогою яких ці резолюції були запропоновані. Лідери техано закликали до терпіння; Бустаманте ще був президентом, і не схвалював петицію від поселенців з Техасу, які встали на бік його суперника, Санта-Анна.
Остін та лідери техано погодилися піти на компроміс. Тому що Сан-Антоніо-де-Бексар було резиденцією Департаменту Бексар, його аюнтамьенто склали петицію, що містять аналогічні формулювання резолюціям Конвенції. Петиція була схвалена аюнтамьєнто в Голіаді, Сан-Феліпе, і Накогдочесі і потім передані Мускісу, який направив її в Конгрес Мексики на початку 1833 року. хоча Мускіс публічно підтримав петицію, він таємно включив примітку для губернатора Коауїла-і-Техас попереджаючи, що це може бути передвісником виходу.
Політичні лідери також погодилися на умову Остіна, що якщо федеральний уряд відмовлявся розглядати петицію протягом декількох місяців, жителі Техасу повинні утворити свою державу, уряд, по суті, оголосивши незалежність від Коауїла, якщо не від Мексики. ЦК, обраний Конвенцією був занадто нетерплячий, щоб довго чекати. В кінці грудня комітет вимагав березневих виборів делегатів до Конвенції 1833 року. Другий з'їзд підтвердив деякі з попередніх проблем і зробив додаткові кроки, щоб оголосити Техас незалежною державою, більше будучи занепокоєними Мексиканською владою, які побоювалися, що це був крок у бік приєднання Техасу до США.
Мексиканський уряд намагався вирішити ряд проблем, визначених Конвенціями 1832 і 1833 рр. У листопаді 1833 р., частина законів від 6 квітня 1830 була скасована, дозволяючи американцям легально іммігрувати в Техас. кілька місяців потому, Техасу було дозволено збільшення представництва в Законодавчих Зборах Коауїла-і-Техас. Кілька американських юридичних понять, таких як суд присяжних, були введені в Техас, і англійську було оголошено другою мовою. Невражені цими компромісами, деякі жителі Техасу продовжили кампанію за незалежну державність. Зростання напруженості в кінцевому підсумку призвело до техаської революції, яка почалася в жовтні 1835.

## Зовнішні посилання
- Proceedings of the convention [Архівовано 23 квітня 2016 у Wayback Machine.], from Gammel, Hans (1898), The Laws of Texas, 1822–1897, Volume I. digital images courtesy of Denton, TX: University of North Texas Libraries, The Portal to Texas History.